# 武田惣角
武田 惣角（たけだ そうかく、安政6年10月10日（1859年11月4日） - 昭和18年（1943年）4月25日）明治戸籍・現在戸籍は万延元年（1860）生まれ、日本の武術家。武号は源正義。大東流合気柔術の実質的な創始者。

## 生涯

### 生い立ち
以下の生い立ちは、大東流合気柔術の伝承によるものであり、後述する歴史研究家により明らかにされたものとは異なる。
会津藩士・武田惣吉の次男として、陸奥国（現在の福島県）河沼郡会津坂下町で生まれた。母は黒河内兼規の娘・富。惣吉は宮相撲の力士で、剣術にも秀でていた。
惣角は幼少期から父に相撲、柔術、宝蔵院流槍術を、渋谷東馬に小野派一刀流剣術を学んだ。剣術、柔術ともかなりの達人であったらしく、「会津の小天狗」と称される程の実力を持っていたが、学問には関心を示さず、いたずらが過ぎて寺子屋から追放された。

### 青年期
13歳の時、父を説得して上京し、父の友人であった直心影流剣術の榊原鍵吉の内弟子になった。東京府内の各剣術道場で他流試合を重ね、剣術の他、棒術、槍術、薙刀術、鎖鎌術、弓術なども学んだ。
10代後半のとき、兄の武田惣勝が若くして亡くなったことにより、武田家を継ぐために呼び戻されたが、家を飛び出して西南戦争の西郷隆盛軍に身を投じようとした。しかし叶わず、西南戦争後は九州を皮切りに各地で武者修行した。
明治21年（1888年）、福島県会津坂下町でコンと結婚し、明治22年（1889年）に長女テル、明治24年（1891年）に長男宗清が生まれた後は、また実家を出て放浪の身となった。
明治36年（1903年）、北辰一刀流の剣豪・下江秀太郎と剣術の試合をして、勝ったとも引き分けたともいわれる。

## 池月映による近年の研究による若年期の経歴の見直し
武田惣角研究家の池月映（高久達英）が、近年武道学会などで発表した武田の若年期の経歴は、前述の流派の伝承と大幅に異なる。池月は当時の戊辰戦争名簿、墓碑、記録、明治5年戸籍の写し、現在の原戸籍、武田の子息の記録を元に下記のように整理している。研究成果を元に武田惣角の若年期の経歴をたどると以下の通りとなる。
- 戊辰戦争の名簿によれば、父は力士隊長（大砲運搬）・大関竹田惣吉といい、元々は武田姓ではない。藩士ではなく、足軽分（農民）であった。惣角の実母は柳津町農家生まれの斎藤家のトハ、明治戸籍に父の後妻は藩士黒河内権助の次女タツとある。先祖は斎藤姓、幕末は竹田姓、明治5年戸籍から村内4家が武田姓になった。
- 小野派一刀流養気館道場主渋谷東馬は戊辰戦争で戦い、明治以降は新政府の監視が厳しく剣術は教えていない。従って惣角の師は師範代武田善十郎（坂下警察署師範代兼務）の可能性が高い。
- 武田惣角は双子兄妹で、妹のマンは7歳ごろ眼病にかかり失明した。父は戦争で留守、実母は病死したため、惣角は妹の世話をしたことで武芸の素質が磨かれた。明治5年戸籍と武田時宗ノートは一致しており、生い立ちは見直しされている。現在の原戸籍によると、明治18年５月長女テルが生まれ、隣の佐藤金右衛門の孫コンと結婚した。明治20年12月長男宗清が生まれた。明治23年、惣角は御池村若連中（青年会）会長を務めた。青年時代14年間は消息不明であったが、明治15年福島で道路工事人との格闘で瀕死の重傷を負い、会津に戻り後遺症の治療、結婚した。さらに、密教・修験道・易学の修行をして故郷の生家で過ごした。
- 武術を伝授したのは渋谷ではなく、同居人の佐藤金右衛門や、近村農民の易者中川万之丞である。農民身分の武田惣角は士族の渋谷に教わることは出来なかったと考えられる。戊辰戦争後、武田家同居人の佐藤金右衛門は、藩主護衛役の御供番で武芸十八般、会津藩御式内の柔術を武田惣角に教えた。佐藤の孫・佐藤忠孝は武田惣角とともに小野派一刀流養気館渋谷東馬道場で学んだ。（武田時宗ノートに忠孝の記述がある）忠孝は西南戦争に参戦後、近村の小学校教師になった。
- 保科から御式内の伝授を受けた件は、近年の武術史の研究と調査でほぼ否定されている。保科が武田に武術を教えたとされる霊山寺修験道場そのものがこの時期に存在していない。
- 先祖についても問題があり、地元西光寺の武田国次、與（与）平の墓誌によると、武田の系図は村内の親戚の武田家から借用したことになる。過去帳大東流合気武道宗家36代を見ると、江戸時代の4代義左衛門、與兵衛、惣兵衛、與平も村内親戚の武田家（過去帳）から借用した。氏名の興（こう）は、與（よ・与）が正しい。生家先祖に男子後継がなく、村内武田家から養子をもらった、当時の農民は苗字を名乗れない。戊辰戦争は農民でも苗字帯刀を許され、父惣吉は武田姓ではなく竹田姓を名乗った。
- 甲斐武田から来た、武術を伝えた説は証拠はない。武田国次夫妻の位牌が残されている。西光寺を建てた説は西光寺観世音菩薩縁起から引用した（大東流合気武道会報、大東流合気武道の映画、西光寺前の看板）とされるが、この縁起は寺護持会のものであるが原文は未公開、消息不明のままで確認されていない。大東流の歴史は西郷頼母に相談して仮託（創作）されたもの、武田惣角は中興の祖ではなく創始者である。会津坂下町郷土学修副読本「武田惣角」（インターネット公開）は訂正され、偉人として再評価されている。
- 平成8年（1996）、大東流合気武道・坂下支部幹事長佐藤衛は『我が故郷の文化のあゆみ』（旧河沼郡広瀬村）に、羽黒山西光寺観世音菩薩縁起（原文未公開）、人物名鑑（武田惣吉、武田惣角、武田宗清）、御池田世帯主名簿（明治５年以降）を紹介した。特に、世帯主名簿は惣角に武芸十八般、御式内（柔術）を教えた同居人佐藤金右衛門・孫忠孝が確認されている。
- 朝日日本歴史人物事典、小説、漫画『王道の狗』などは、大東流口伝の歴史で書かれた『武田惣角と大東流合気柔術』を引用している。『会津坂下町郷土学習副読本』のように訂正すれば、武田惣角が評価、大東流の発展になることが期待される。

### 大東流普及
一説によると、明治31年（1898年）、霊山神社の宮司をしていた保科近悳から「剣術を捨て、合気柔術を世に広めよ」との指示を受け、剣術の修行を止めて大東流合気柔術の修行を始めたという。
惣角は生涯、道場を持っての教授を行わず、請われれば何処にでも出向き、年齢・出身・身分の差別無く大東流合気柔術の技法を広めた。明治31年（1898年）以降については、英名録と謝礼録という記録が几帳面につけられているため、いつ、どこで、誰に武術を教授したか、かなり詳細な記録がある。また、全国行脚の最中に様々な他流試合や野試合（いわゆるストリートファイト）を行い、大東流合気柔術の実戦性を証明した。
明治37年、北海道を縄張りとし、樺太から東北六県、新潟から東京まで勢力を伸ばしていた丸茂組を単独で制圧する。
大正4年2月、惣角の門人・吉田幸太郎により、植芝盛平が入門。
昭和4年、海軍大将竹下勇が実話雑誌に、「武田惣角武勇伝」を発表。
昭和5年夏、東京朝日新聞記者尾坂与市が取材。「今ト伝」と称する紹介文が新聞に掲載。
昭和11年4月20日、埼玉県浦和警察署で講習会を開催。
昭和11年夏、大阪朝日新聞社の武道教授に就任。

### 晩年
大正元年（1912年）ごろ、弟子であった山田スエと北海道で再婚し、武宗、たえ、時宗、榮子、宗光、しずか、宗吉の4男3女をもうけた。以後、北海道を本拠地とするようになった。そして、太平洋戦争中の昭和18年（1943年）に青森県で客死した。享年84。

## 家系
武田家の来歴、会津藩での地位、惣角の幼少期から青年時代までの経歴については明確な文書記録が非常に乏しく、疑問視する見解も多い。一方で、先祖代々同じ土地に土着する家系が多くを占める農村部の地域社会では、地域の出来事は100年、200年と地域住民で口伝されるため、根拠のない作り話も難しい。武田家や大東流の伝承のすべてが真実でないとしても、何らかの話の種となる事実があったことは想像に難くない。

### 祖先
清和源氏の甲斐武田氏の系譜。武田信玄が亡くなった翌年、武田氏と親交があった会津の蘆名氏に協力を求めるため、武田氏から蘆名氏に、武田国継が武田信玄の遺書を持って遣わされた。しかし、織田信長と徳川家康によって甲斐武田氏が滅ぼされてしまい、武田氏の血脈を残すために武田国継はそのまま会津に留まり、織田信長による武田の残党狩りを逃れるため、三浦平八郎盛重と名乗った。会津の蘆名盛氏に地頭として仕えた。
また、武田国継は会津で西光寺を建立している。惣角はこの武田国継の子孫である。その後、伊達政宗が蘆名氏を滅ぼし、蒲生氏、上杉氏、加藤氏と会津の領主は変遷したが、武田家は会津に留まり、蘆名氏、蒲生氏、加藤氏、そして会津松平氏（保科氏）に仕えた。江戸時代には藩士ではなく神職や指南役として仕えたともいわれる。
- 蘆名氏は桓武平氏の三浦氏の支族であり、三浦は蘆名氏の本姓である。また、西光寺を建立したり、会津入りしたときの持参目録の伝承から、甲斐国からまとまった資産を持参した可能性もある。
- 保科氏（会津松平氏）は、甲斐武田氏の有力な家臣であった家系である。

### 祖父・惣右衛門
惣角の祖父・武田惣右衛門は、幕末に会津藩家老・西郷頼母に御式内と陰陽道を教授した。また城内でも御式内を教授したという。京都の土御門家から内匠頭の官名を受けた陰陽師でもあった。諡は武老翁神霊。名は惣左衛門だったともされる。
しかし、武田家に過去帳は確認されていない。村内西光寺の惣右衛門の墓碑は、父惣吉が生まれる20年前、西郷頼母が生まれる30年前に死去している。明治戸籍は祖父惣左衛門とあり、すでに死去している。会津の農村は同業の修験（先達）が支配し、陰陽師が活躍した記録はない。武田惣角に気合術（気合・合気）を教えた易者中川万之丞は、修験道、陰陽道の式盤占い、呪術を会得していた。

### 父・惣吉
武田惣吉（文政3年（1820年） - 明治39年（1906年））は、会津藩士であり、宮相撲の力士であった。四股名は白糸。剣術、槍術、棒術、柔術の達人でもあり、小柄な武田惣角とは違って巨漢であった。武術にも学問にも堪能で、武田屋敷に隣接する西光寺に寺子屋を開くとともに、自宅の土蔵を道場に改築して武術や相撲も教えていた。元治元年（1864年）の禁門の変では手柄を立て、藩主松平容保から恩賞を受けた。戊辰戦争には250名を預かる力士隊の隊長として参加している。会津戦争では西郷頼母の隊に所属し、会津藩降伏後は越後国の高田藩預かりで1年半を過ごした。明治期には宮相撲の年寄り親方として相撲番付に名が残っている。諡は惣吉神霊。
調査の結果、戊辰戦争の藩士名簿は竹田姓、足軽分の農民（明治戸籍は農）、力士隊の任務は大砲の運搬係で１５０名、重傷者がその後戦死した1名が確認されている。

### 兄・惣勝
武田惣勝（嘉永2年（1849年） - 明治9年（1876年））は、武術・学業を修めて神職に就いたが、若くして亡くなった。これにより惣角は武田家を継ぐために会津坂下町に呼び戻されたが、実家に落ち着くことはなく、放浪の身となった。実家は惣角の義弟武三郎が継いだため、惣角の家系は分家となった。調査の結果、幕末の竹田家は農民で藩士・神官の家柄ではない。自宅の御伊勢宮は一般的な石造りの屋敷神である。

### 子孫
惣角の長男・武田宗清は、会津坂下町に残り、惣角から学んだ系統の大東流を教授した。しかし、武田惣角は有名になっても故郷会津の警察署・陸軍部隊・小野派一刀流道場・武術家に教えた形跡がない。大東流の歴史は保科近悳に相談して仮託・創作したためと思われる。宗清は広瀬村村会議員になり、宗家を時宗に譲り武術家に教えていない。
惣角の三男・武田時宗は初め北海道警察に勤務し、後に山田水産に勤務。その傍ら、北海道網走市に大東館を開き、第36代宗家・佐川幸義から大東流合気武道宗家を継承した。時宗には後継者たる男子がなく、晩年、体調を崩してから娘の横山信子を次期宗家として発表したが、まもなく大東館は後継者問題で混乱し、分解してしまった。
宗清の曾孫・武田宗光は現在も会津坂下町で大東流合気柔術教室を開いている。宗光は、初め会津坂下町で宗清が父の惣角から学んだ系統の大東流を祖父から指導されたが、後に時宗やその高弟の指導も受けている。時宗は山田水産を定年退職後、網走市から会津坂下町に通って宗光に指導する事もあった。
明治戸籍、武田家同居人の藩士佐藤金右衛門は御供番（藩主護衛役）で、武芸十八般、御式内（柔術）を教えた。４歳上の孫忠孝は武田と小野派一刀流渋谷東馬道場に通い、師範代武田善十郎に教えを受けた。孫コンは武田の初婚の妻で、テル、宗清を生んだ。『佐藤家自伝』、円蔵寺の「小野派一刀流渋谷東馬門徒」納額
昭和62年、大東流合気武道若松・坂下支部10周年記念誌が会津に公開された。郷土史家が調査した結果、大東流の歴史は先祖、藩政時代の身分など否定的なものが多い。戦前の武術界は官尊民卑の風潮があり、保科近悳に相談し大東流中興の祖に仮託・創作したものと判明した。小説で有名になっても、会津の大東流組織は衰退して指導者は育っていない。地元では大東流創始者と高く評価されており、大東流発祥の記念碑建立、漫画などの映像作品が期待されている。

## エピソード
代筆
幼いころに寺子屋に行くことを嫌い、「自分は一生字を書かない。他人に書かせる立場になる」と誓ったため、字が書けなかった。父の惣吉は「お前のために字を書く者がいるか」と怒ったが、後に裁判官、警察署長、陸海軍高官など社会的地位の高い人物が惣角の弟子、あるいは後援者となり、弟子達に代筆をさせていた。但し後に弟子による証言によると、文字を読むことは出来た様で、新聞を読むなど最新知識の取得に熱心であった。
猜疑心
猜疑心が強く、隙を与えることを嫌った。食物は相手が毒見をするまで食べなかったという。息子の武田時宗を伴って剣道家の高野佐三郎の家を訪ねた際も、差し出された菓子を食べず、時宗が高野の前を歩くと「高野に後ろから抱きつかれて刺されたらどうするんだ」と叱った。時宗が「まさか高野先生が」と言うと、「まさか、まさかと言って皆殺されている。それが分からないなら帰れ」とひどく叱られたという。
手裏剣術
惣角が手裏剣術を教えているとき、足が動かない者が笑った。惣角が「何が可笑しい」と問うと生徒は「そのような尖ったものは突き刺さって当然だ」と言い、硬貨を取り出して柱に投げた。硬貨は柱に刺さり、惣角はそれを見てから手裏剣術を教えることはしなくなったという。
井上鑑昭との関わり
親英体道の創始者である井上鑑昭が幼少（本人の談によると12歳）のころ、叔父である植芝盛平（合気道の創始者）に連れられて大東流の稽古を見学した。惣角から「坊、一緒に稽古せえ」と勧められるが、井上は「ワシはおっちゃんの稽古嫌いやから嫌や、おっちゃんの稽古しても役に立たんし強ならへん」と言い、大東流の稽古法を否定した（傍らでそのやりとりを見ていた植芝盛平が、逆に顔面蒼白になったという）。しかしそんな生意気な井上少年に対し、惣角は一切叱ることはなく、「そうかそうか」と笑って許したという。
服装
外見をおぎなうために、羽織袴に山高帽をかぶり、高下駄をはいていた。非常に小柄で、身長は150cmもなかったという。二・二六事件後、右翼団体が横行し時代が緊迫する中で、暴徒に襲撃されたときに見苦しい死にざまをさらさないために、門人が寄贈した三尺五寸（約105センチ）の鉄杖をつき、腰に脇差を差すようになった。
神通力（霊能力）
惣角は幼い盲目の妹を世話して気配に敏感になった。23歳の惣角が福島の格闘事件で瀕死の重傷を負い、生死の境をさまよった。この体験によって神通力（霊能力）が触発された。初対面、警察署長から平巡査まで階級順にならべた（霊視）。剣道師範湯川寛一に不動金縛り法をかけて動きを封じた。門人堀川太宗に足止め術、呼び戻し術をかけた。近村の易者中川万之丞が惣角に教えた証拠として、冊子『呪法』—護符と民間療法－に同じ術の記述がある。

## 武田惣角が登場する作品
- 津本陽 『鬼の冠』（新潮文庫）
- 津本陽 『孤塁の名人』（文藝春秋）
- 津本陽『深淵の色は 佐川幸義伝』（実業之日本社）
- 今野敏 『惣角流浪』（集英社文庫）
- 今野敏 『山嵐』（集英社文庫）
- 池月映 『会津の武田惣角 ヤマト流合気柔術三代記』（本の森）2007
- 池月映 『合気の発見 会津秘伝・武田惣角の奇跡』（本の森）2009 北東文芸協会奨励賞
- 池月映 『合気の創始者武田惣角』（本の森）2012
- 池月映 『歴史小説 合気の武田惣角 武蔵を超えた男』（歴史春秋社）2015 日本点字図書館録音CD採用
- 安彦良和 『王道の狗』
- 安彦良和 『乾と巽 ーザバイカル戦記ー』
- 松田隆智 『拳児』
- 夢枕獏 『東天の獅子』（双葉社）
- 池月映 『会津雑学Ⅱ』「会津発祥の大東流」「武田惣角一代記」「会津藩御式内」「合気の意味とは」（歴史春秋社）2021
- 池月映 『会津人群像№46』「易師中川万之丞の業績」（遺品『呪法』は初公開）歴史春秋社　2023
- 佐藤衛『我が故郷のあゆみ（河沼郡広瀬村御池田）』上野印刷　1996